# Gatunek L
Gatunek L – czwarty album studyjny polskiego rapera Grubsona. Wydawnictwo ukazało się 29 września 2017 roku nakładem wytwórni muzycznej Agora.

## Lista utworów
| Nr  | Tytuł utworu                                            | Produkcja               | Długość |
| --- | ------------------------------------------------------- | ----------------------- | ------- |
| 1.  | „Kiedy Nadejdą” (Gościnnie: Jarecki)                    | DJ BRK                  | 2:13    |
| 2.  | „Stare Śmieci / Nowe Rzeczy”                            | DJ BRK, GrubSon         | 4:14    |
| 3.  | „Menu”                                                  | DJ BRK                  | 2:56    |
| 4.  | „Front” (Gościnnie: Jarecki)                            | DJ BRK, GrubSon         | 4:23    |
| 5.  | „Cwany Lis”                                             | Sodrumatic              | 3:55    |
| 6.  | „Złoty Klimat” (Gościnnie: Chip Fu; Scratche: DJ Eprom) | GrubSon                 | 3:55    |
| 7.  | „Gatunek L”                                             | GrubSon                 | 4:12    |
| 8.  | „Bestie”                                                | DJ BRK                  | 3:19    |
| 9.  | „Supa'High Music”                                       | DJ BRK, Michał Maliński | 3:50    |
| 10. | „Rudeboy Stance” (Gościnnie: Promoe; Scratche: DJ BRK)  | OER                     | 4:05    |
| 11. | „Tribute 2 Phife Dawg” (Scratche: GrubSon, DJ BRK)      | DJ BRK                  | 4:35    |
| 12. | „Złoty Środek” (Scratche: The Returners)                | GrubSon                 | 2:53    |
| 13. | „Nie Ten Lot”                                           | DJ BRK, GrubSon         | 4:34    |
| 14. | „Dziki W Trasie”                                        | DJ BRK                  | 4:32    |
| 15. | „Restart”                                               | Sodrumatic              | 3:37    |
| 16. | „Taki Jestem (Kolory)”                                  | DJ BRK, GrubSon         | 5:07    |
|     |                                                         |                         | 1:02:20 |

## Twórcy albumu
- Grzegorz "Forin" Piwnicki, Igor Piwowarczyk - oprawa graficzna
- Jarecki - wokal wspierający (utwory: 1, 2, 4, 6, 8 - 10, 14, 16)
- Marcelina - wokal wspierający (utwory: 2, 4 - 8, 12 - 16)
- Grzegorz Posłuszny - gitara basowa (utwór nr 8)
- Kuba Mitoraj (utwory: 2, 4, 5, 7 - 9, 13, 15) - gitara elektryczna
- Marcin Bartyna (utwór nr 10) - gitara elektryczna
- Robert Cichy (utwór nr 8) - gitara elektryczna
- eM Band - instrumenty (utwory: 8 - 10, 13 - 15)
- Łukasz Bzowski - keyboard (utwory: 2, 8, 13, 14, 17)
- Michał "Eprom" Baj - mastering, miksowanie
- Michał Maliński - perkusja (utwory: 8, 14)
- Jan Swaton - saksofon (utwór nr 2)
- GrubSon - teksty, wokale, rap

## Listy sprzedaży
| Lista | Kraj   | Pozycja |
| ----- | ------ | ------- |
| OLiS  | Polska | 4       |